# Turraea kimbozensis
Turraea kimbozensis là một loài thực vật thuộc họ Meliaceae. Đây là loài đặc hữu của Tanzania. Chúng hiện đang bị đe dọa vì mất môi trường sống.